# Roland Lamah
Roland Conde Lamah (Abidjan, 1987. december 31.–) elefántcsontparti születésű belga válogatott. A középpályán bevethető játékos korábban az Anderlecht, a Roda JC, a Le Mans, az Osasuna, a Swansea City, a Ferencvárosi TC az FC Dallas csapatait erősítette. Visszavonulását 2021. december 1-jén jelentette be.

## Pályafutása

### Klubcsapatban
Lamah az elefántcsontparti Karthala Abidjan csapatában kezdett futballozni, majd 2001-ben Belgiumba szerződött, ahol előbb a CS Visé fiataljai között mutatkozott be, majd 2005-től az Anderlechthez szerződött. 2006-ban az első csapatban is bemutatkozott.
A 2006-2007-es idényt a holland Roda JC kölcsönjátékosaként kezdte, majd 2008-ban a francia Le Mans-hoz szerződött.
2011-ben a spanyol Osasuna színeiben lépett pályára, ahonnan 2013-ban az angol Swansea City-hez került kölcsönbe.
2014. szeptember 9-én a Ferencvárosi TC csapata igazolta le. A következő két évben meghatározó játékosává vált a zöld-fehéreknek, akikkel minden hazai klubtrófeát megszerzett. A 2015-16-os szezon végén lejáró szerződését nem hosszabbította meg, a távozás mellett döntött.
2016. december 16-án az MLS-ben szereplő FC Dallas csapatához igazolt.
2018. december 11-én az észak-amerikai bajnokságban újonc FC Cincinnati szerezte meg a játékjogát.

### Válogatottban
Lamah 2004-től tagja a belga korosztályos válogatottaknak. Az U19-es csapattal részt vett a 2006-os U19-es labdarúgó-Európa-bajnokságon, ahol három gólt is szerzett. 2009-ben, egy Spanyolország elleni mérkőzésre bekerült a belga válogatott keretébe is. Első pályára lépése azonban 2009. augusztus 9-én történt meg, amikor az örmények ellen 2-1-re elveszített világbajnoki selejtező-mérkőzésen csereként mutatkozott be. A következő, törökök elleni mérkőzésen már kezdőként számított rá Dick Advocaat.

## Mérkőzései a belga válogatottban
| #  | Dátum               | Ellenfél     | Eredmény | Kiírás              | Esemény |
| -- | ------------------- | ------------ | -------- | ------------------- | ------- |
| 1. | 2009. szeptember 9. | Örményország | 1 – 2    | Vb-selejtező        | 80'     |
| 2. | 2009. október 10.   | Törökország  | 2 – 0    | Vb-selejtező        | 78'     |
| 3. | 2009. október 14.   | Észtország   | 0 – 2    | Vb-selejtező        |         |
| 4. | 2009. november 14.  | Magyarország | 3 – 0    | barátságos mérkőzés | 75'     |
| 5. | 2009. november 17.  | Katar        | 2 – 0    | barátságos mérkőzés | 69'     |

## Sikerei, díjai
- Anderlecht
  - Belga bajnok: 2006-2007
  - Belga Szuperkupa-győztes: 2006, 2007
- Swansea City:
  - Ligakupa-győztes: 2012-2013
- Ferencváros:
  - Magyar bajnok: 2016
  - Magyar első osztály-ezüstérmes: 2015
  - Magyar kupa-győztes: 2015,2016
  - Magyar ligakupa-győztes: 2015
  - Magyar szuperkupa-győztes: 2015